# Swans

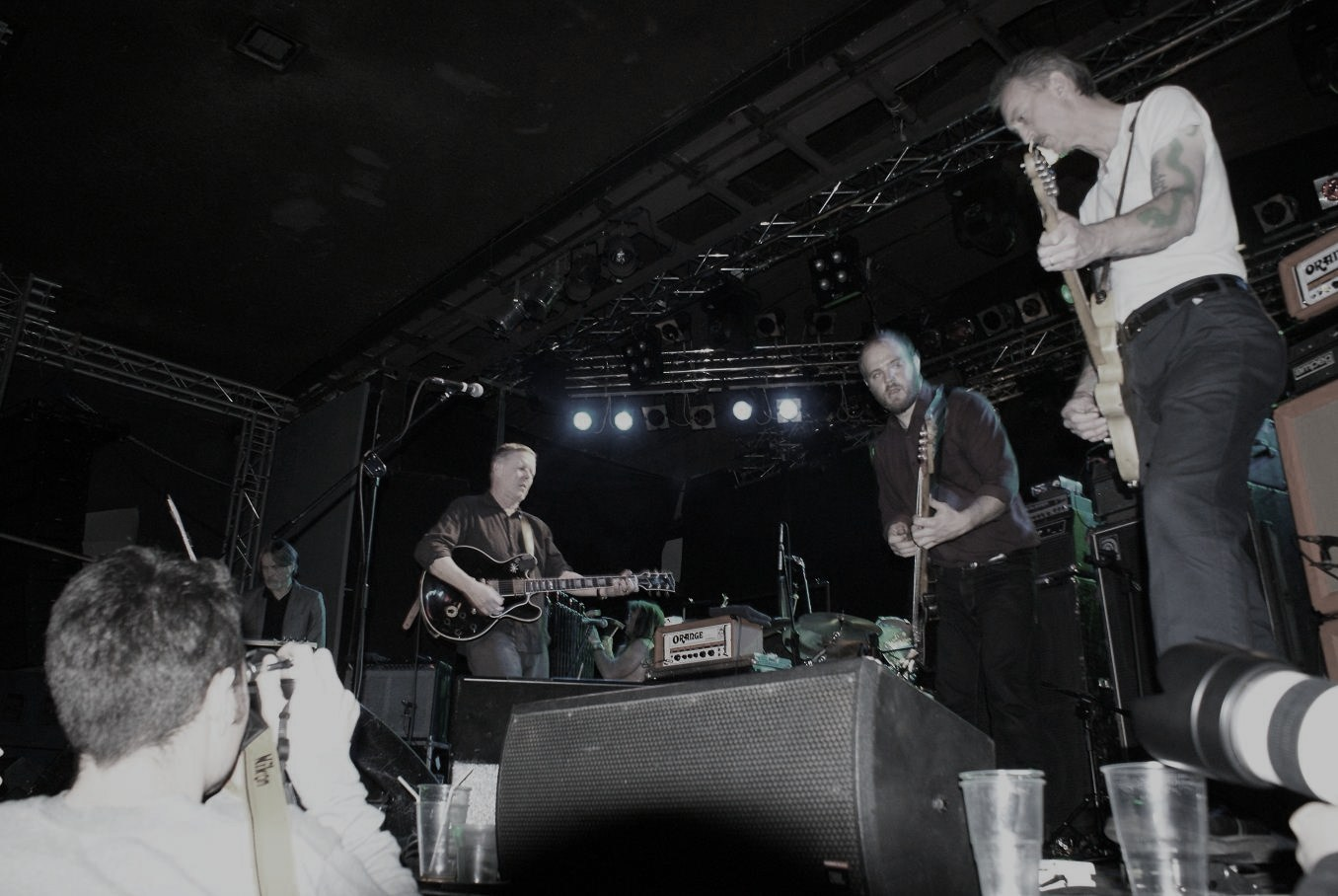
Swans in Warschau in 2010

Swans is een experimentele rockband uit New York die actief was tussen 1982 en 1997. De leider van de band is Michael Gira. In 2010 werd de band na 13 jaar weer actief.

## Biografie
Gira speelde mee in het gitaarorkest van Glenn Branca terwijl hij Swans oprichtte. De band begon met het produceren van obscuur, donkere en luide geluidscomposities in de traditie van de No Wave-stroming; en toerde samen met geestverwante artiesten als Sonic Youth en Lydia Lunch. Gira had nota bene korte tijd een relatie met zangeres Kim Gordon van Sonic Youth. In deze periode werkt Gira veel met tape-loops. Na het derde album voert de band een stijlverandering door, en klinkt hierna wat minder zwaarmoedig; mede door de introductie van zangeres/toetseniste Jarboe LaSalle Devereux (wier achternaam ook door haarzelf eigenlijk nooit gebruikt wordt). Zij zorgt vanaf het album Holy Money voor een af en toe wat lichtere toets in het Industrial-achtige muzikale geweld.
Na deze tijd brengen Gira en Jarboe ook werk uit onder de naam World of Skin.
Gira zelf brengt onder eigen naam ook werk uit (Drainland).
Nadat Swans in een soort non-actief-status terechtkwam (Gira ontkende recent desgevraagd dat de band ooit opgeheven was), richtte Gira Angels of Light op. Hij is tevens eigenaar en oprichter van Young God Records.
Begin 2010 duikt op de site van Gira het bericht op dat hij weer onder de naam Swans werk wil gaan uitbrengen. Eind september 2010 is het langverwachte nieuwe album uit en gaat de band op tournee. Zangeres Jarboe ontbreekt, mede wegens een langlopend conflict tussen haar en Gira; de twee hadden tweede helft jaren 80 een relatie. In november 2014 cureert Swans een driedaags op Le Guess Who? Festival in Utrecht, met onder andere Swans zelf, Wire, Silver Apples, Ben Frost en Words To The Blind; een project van Savages samen met de Japanese band Bo Ningen.

## Discografie

### Studio-albums
- Filth (1983)
- Cop (1984)
- Greed (1986)
- Holy Money (1986)
- Children of God (1987)
- The Burning World (1989)
- White Light From The Mouth Of Infinity (1991)
- Love of Life (1992)
- The Great Annihilator (1995)
- Die Tür Ist Zu (1996)
- Soundtracks for the Blind (1996)
- My Father Will Guide Me Up a Rope to the Sky (2010)
- The Seer (2012)
- To Be Kind (2014)
- The Glowing Man (2016)
- Leaving Meaning (2019)
- The Beggar (2023)
- Birthing (2025)

### Ep's
- Swans (1982)
- Young God (1984)
- Time Is Money (Bastard) (1986)
- A Screw (1986)
- New Mind (1987)
- Love Will Tear Us Apart (rood) (1988)
- Love Will Tear Us Apart (zwart)[1] (1988)
- Can't Find My Way Home (1989)
- Saved (1989)
- Love of Life/Amnesia (1992)
- Celebrity Lifestyle (1994)
- Failure/Animus (1996)

### Singles
| Jaar | Titel                     | Hitlijstposities | Hitlijstposities | Hitlijstposities | Hitlijstposities   | Hitlijstposities | Album                            |
| Jaar | Titel                     | US Hot 100       | US College Radio | US Modern Rock   | US Mainstream Rock | UK Singles       | Album                            |
| ---- | ------------------------- | ---------------- | ---------------- | ---------------- | ------------------ | ---------------- | -------------------------------- |
| 1988 | "New Mind"                | -                | Nr. 47           | -                | -                  | -                | Children of God                  |
| 1988 | "Love Will Tear Us Apart" | -                | Nr. 2            | -                | -                  | Nr. 85           | Love Will Tear Us Apart (Single) |
| 1989 | "Saved"                   | -                | Nr. 20           | Nr. 28           | -                  | Nr. 96           | The Burning World                |

### Live-albums
- Public Castration Is A Good Idea (1986)
- Feel Good Now (1989)
- Anonymous Bodies in an Empty Room (1990)
- Body To Body, Job To Job (1991) [Live compilation]
- Real Love (1992)
- Omniscience (1992)
- Kill the Child (1996)
- I Am the Sun/My Buried Child (1997)
- Swans Are Dead (1998)

### Compilatie-albums
- Children of God/World of Skin (1997)
- Cop/Young God (EP)/Greed/Holy Money (1999)
- Filth/Body To Body, Job To Job (1999)
- Various Failures (1999)
- Forever Burned (2003)
- Mystery Of Faith - Unreleased Pieces : Swans + World Of Skin (2004)

### Muziekvideos
- New Mind (1987)
- Love Will Tear Us Apart (1988)
- Saved (1989)
- Love of Life (1992)